# 염소를 잡아라
염소를 잡아라 (포르투갈어: Cabras da Peste)는 2021년에 개봉된 브라질의 액션 코미디 영화로, 빅토르 브랜트(Vitor Brandt)가 감독하고 Vitor Brandt와 데니스 닐튼(Denis Nielsen)이 공동으로 각본을 썼다. 주연은 빅터 알렌(Victor Allen), 에블린 카스트로(Evelyn Castro), 줄리아노 카자레( Juliano Cazarré )가 맡았다. 이 영화는 Netflix에서 스트리밍 서비스되고 있다. 이 영화는 Netflix에서 스트리밍되고 있다.

## 구성
"Get the Goat"는 Guará 출신의 무법 경찰관 브루스가 세레스틴이라는 염소를 잃어버리면서 시작된다. 마약 밀수꾼이 세레스틴을 상파울루로 가져가자 브루스는 그 뒤를 쫓는다. 데스크 담당이자 폭력을 두려워하는 경찰관 트린다데의 도움을 받아 브루스는 세레스틴을 찾을 뿐만 아니라 지하 마약 군주인 화이트 글러브(White Glove)의 존재도 알게 된다.

## 깁스
- 빅터 앨런
- 에블린 카스트로
- 줄리아노 카자레
- 팔카오
- 에드밀슨 필류 Edmilson Filho 브루스UI리스 역
- 소렌 헬레루프 Soren Hellerup 세르지오 페트로프 역
- 레티시아 리마
- 레난 메데이로스
- 마테우스 나흐터갤레 Matheus Nachtergaele 트린다데 역
- 에이리오 오쿠라
- 레안드로 라모스
- 제시카 타모추나스
- 발레리아 비토리아노

## 풀어 주다
이 영화는 넷플릭스를 통해 2021년 3월 18일 디지털 공개되었다.